# Santino Campioni
Pour les articles homonymes, voir Campioni.
Santino Campioni (Сантино Петрович Кампиони, né le 13 février 1774 à Varenna et mort le 20 février 1847 à Moscou) est un sculpteur né en italie qui a œuvré au service de l'Empire russe,,.

## Biographie
Le père de Campioni, Pietro Antonio Campioni, se rend en 1783 de Varese à Saint-Pétersbourg avec son fils Santino pour y ouvrir un atelier de statues, bustes et bas-reliefs de marbre, albâtre, ainsi que de fonderie
Dans les années 1790, Santino Campioni travaille au palais de Gatchina pour l'empereur Paul Ier. En 1795, l'atelier Campioni s'installe à  Moscou. Il collabore avec des architectes fameux de son époque, notamment pour la décoration d'ensemble et l'ornementation des façades. Ses fils lui succèdent pour la direction de l'atelier. Son fils Piotr Campioni fut architecte.
Santino Campioni est enterré au cimetière de la Présentation de Moscou, dans la partie catholique.

## Quelques édifices ornés par Campioni à Moscou

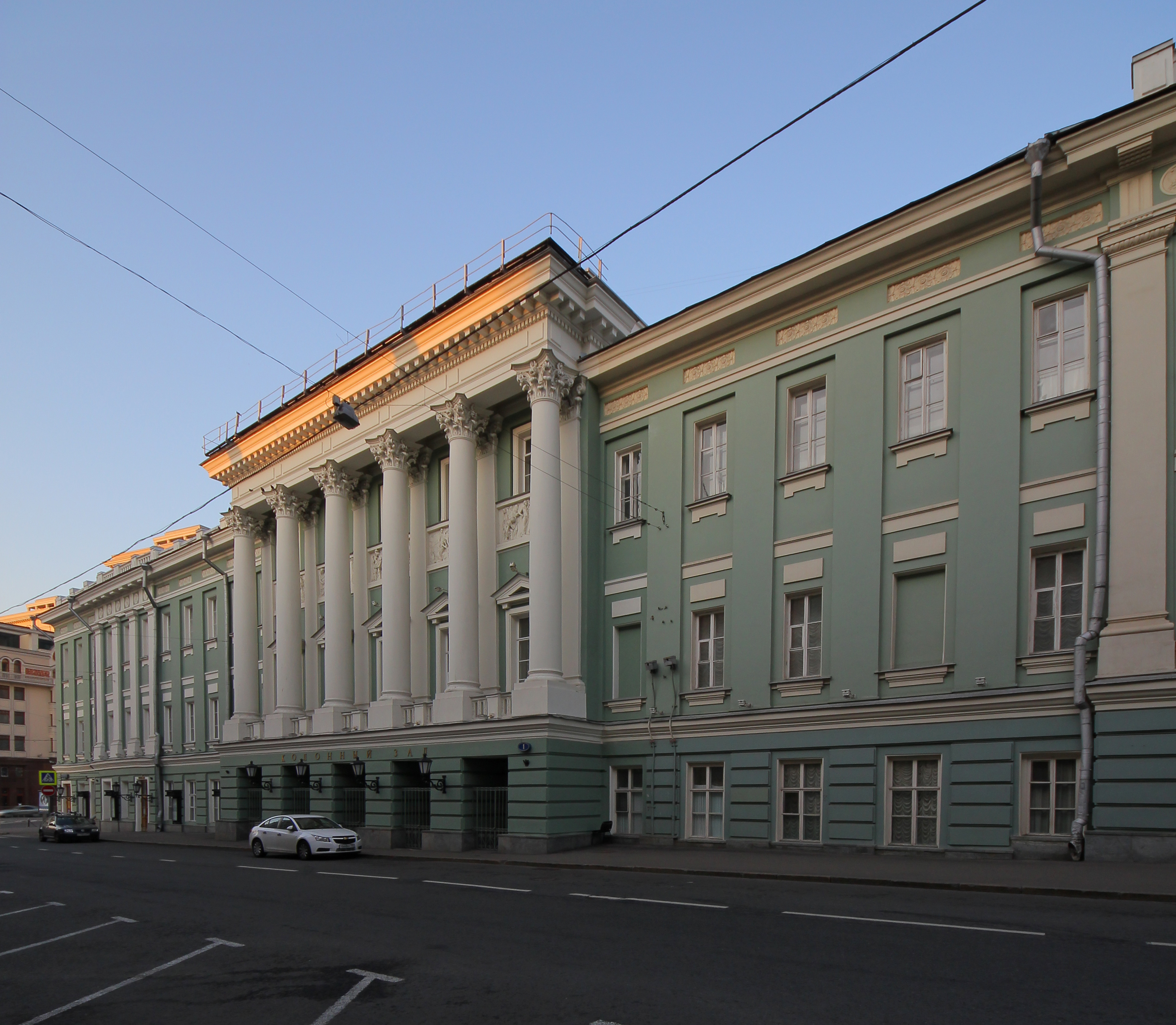
Maison de l'assemblée de la noblesse de Moscou (architecte M. F. Kazakov)
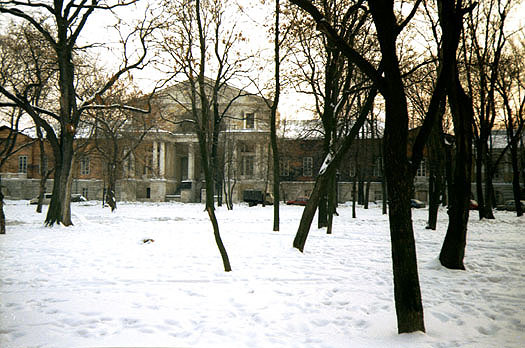
Palais Razoumovski (architecte A. Menelaws)
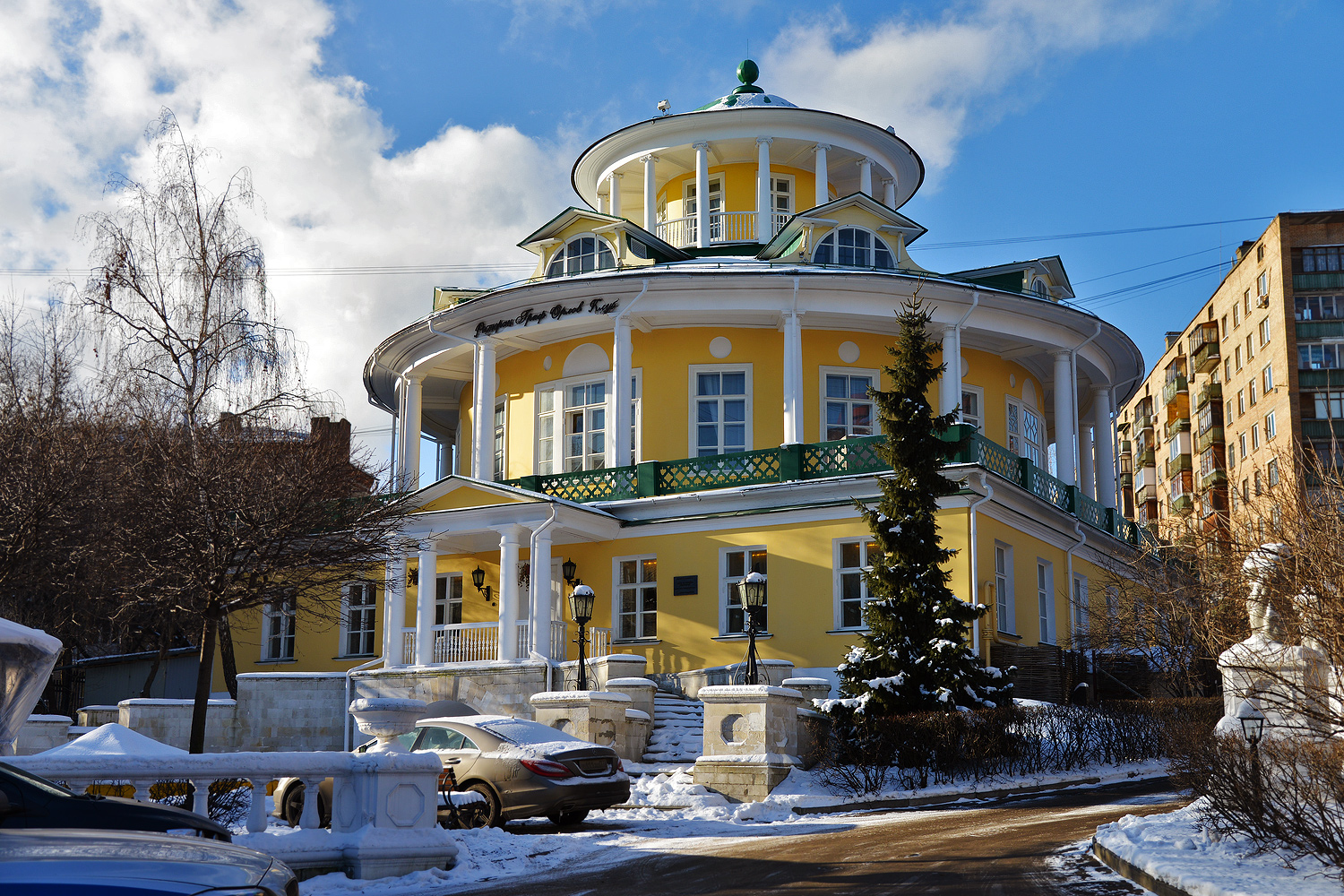
Datcha Goloubiatnia du comte Orlov (architecte M. F. Kazakov)
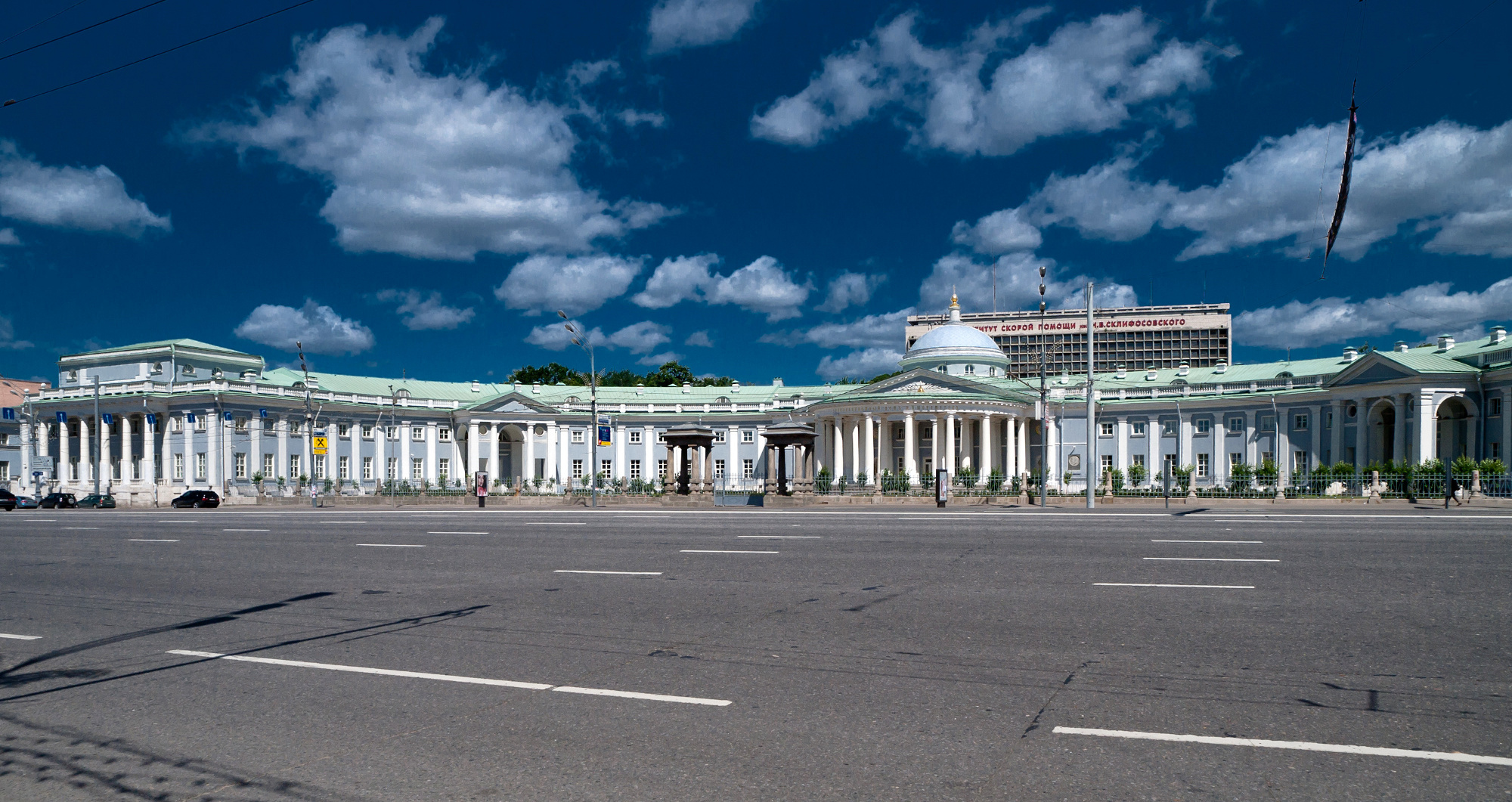
Hospice du comte Cheremetiev (architecte Yelisvoï Nazarov)
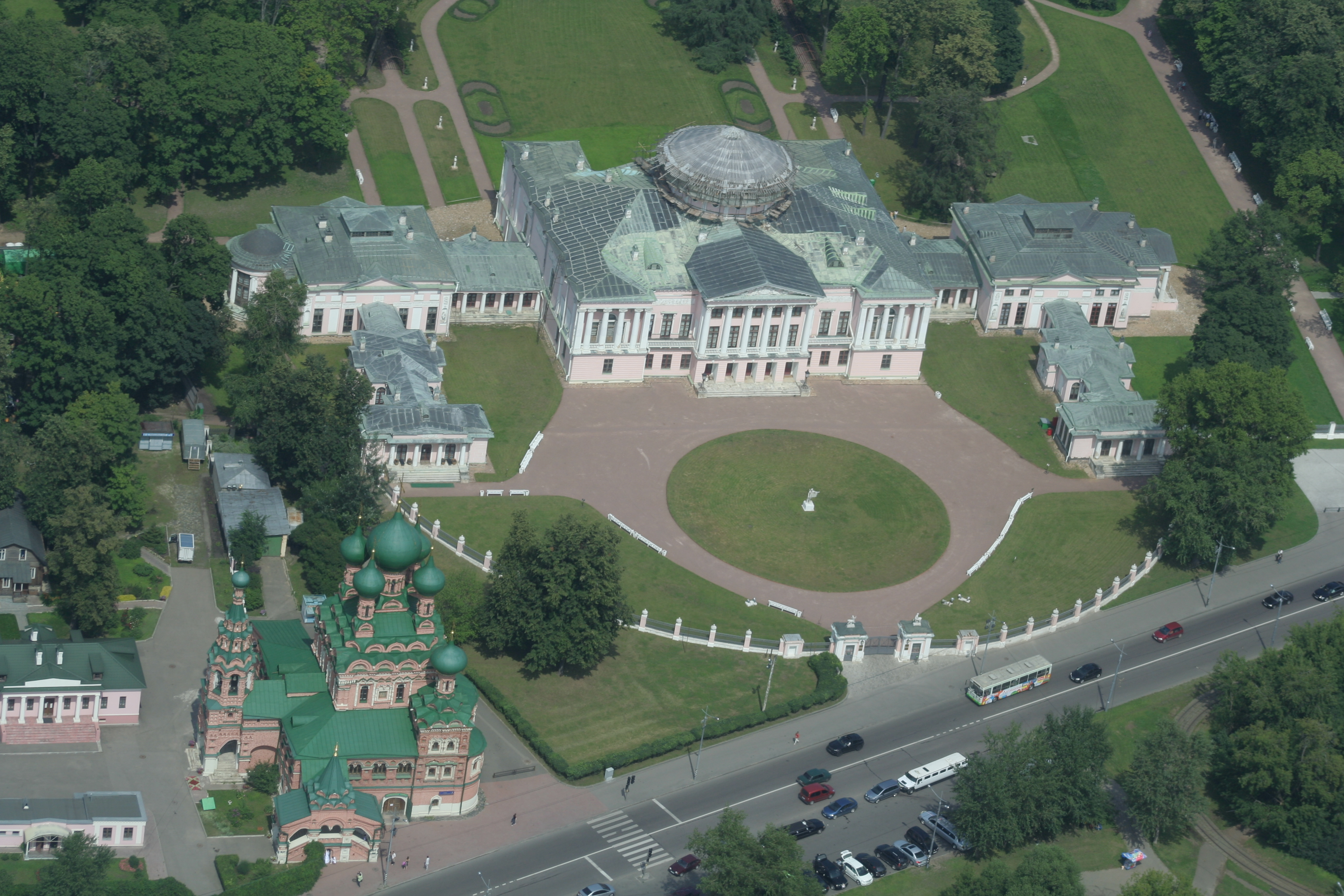
Ostankino (architecte Giacomo Quarenghi et alii)
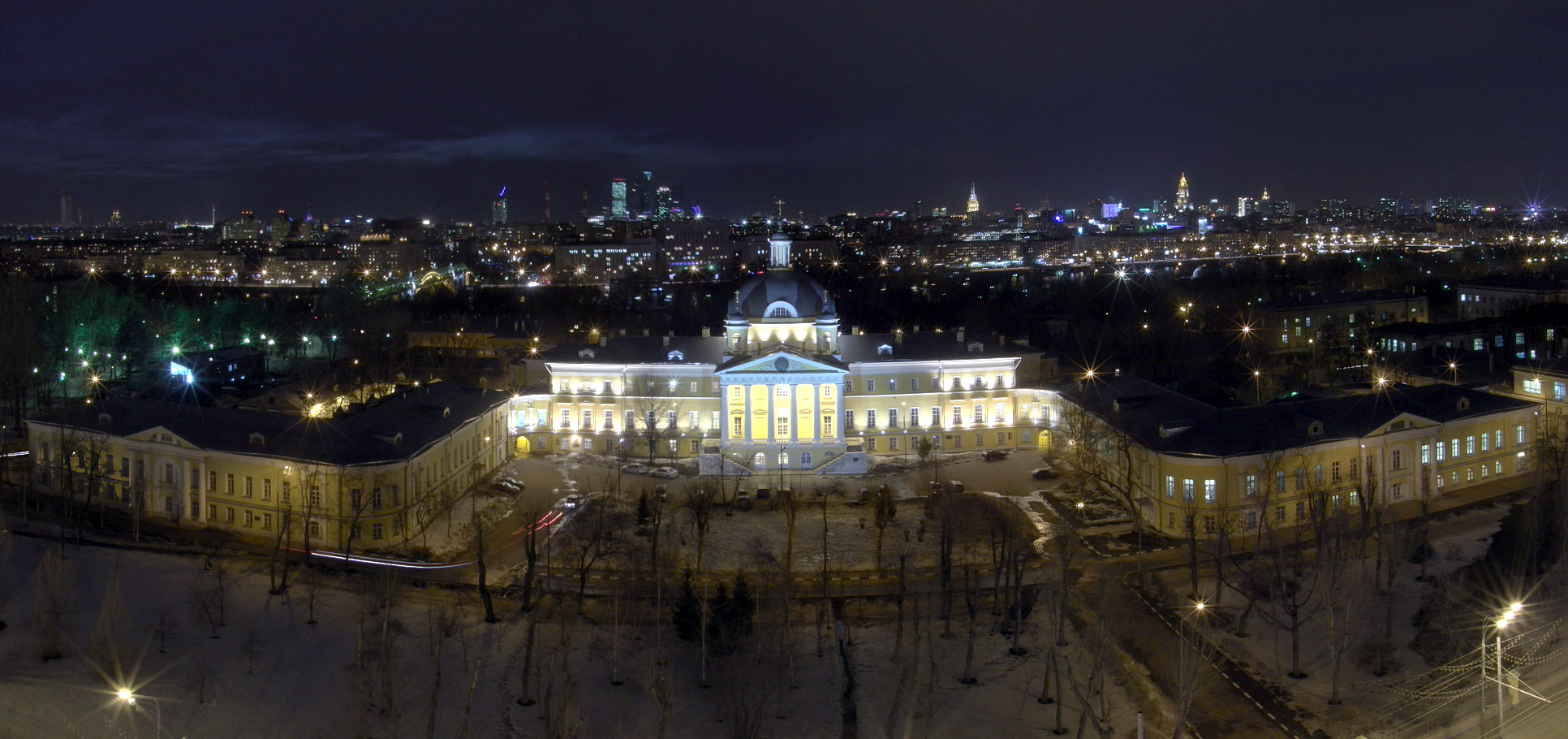
Hôpital Galitzine (architecte M. F. Kazakov)